# Warwara Akritidu
Warwara Akritidu (grec. Βαρβάρα Ακριτίδου, ur. 15 lipca 1981) – grecka judoczka. Olimpijka z Aten 2004, gdzie odpadła w eliminacjach w wadze półcięzkiej.
Uczestniczka mistrzostw świata w 2003 i 2005. Startowała w Pucharze Świata w latach 1998-2005. Mistrzyni Grecji w 2004 i 2006 roku.

## Letnie Igrzyska Olimpijskie 2004
| Konkurencja | Eliminacje                   | Repasaże            | Klas. końcowa |
| Konkurencja | Przeciwnik I                 | Przeciwnik I        | Miejsce       |
| ----------- | ---------------------------- | ------------------- | ------------- |
| 78 kg       | Anastasija Matrosowa (UKR) P | Lee So-yeon (KOR) P | II runda.     |